# Провинция Сюник
Сюникская провинция, королевство — средневековое подчинённое образование в восточной части Армянского нагорья, в провинции Сюник (314—987). Было основано по приказа Трдата III (царя Великой Армении) в 314 году. Королевство возглавляла аристократическая династия Сюни. Территория королевства составляла более 18 000 км².
В первый период центром был село Шагат (ныне — Сисианский район), а с 820-х годов — село Ехегис (ныне — Ехегнадзорский район). В период расцвета, когда арабский халифат приходил в упадок, в него снова входили провинции Вайоц Дзор и Гегаркуник, которые в разные периоды отделялись от его территории. В период наибольшего расширения в состав королевства входили регионы соответствующие современным Гегаркунику, Вайоц Дзору, Сюнику и восточной часть современной Нахичеванской АР.
В разное время оно входило в состав таких государств как: Королевство Аршакуни (314—428), Армянское марзпанство (428—571), Атрпатакан (571—650), Армянский эмират (701—885), Королевство Багратуни (885—987).
Царство Сюник было единственным армянским образованием того периода, которое не находясь под влиянием Багратуни, смогло установить независимую царскую власть. Приблизительно за 70 лет до его провозглашения, королевство Васпуракан во главе с династией Арцруни отделилось, но впоследствии породнившись с Багратуни укрепило свои позиции. После разрушения Анийского царства Багратуни царство Сюник просуществовало еще полтора века, а затем, после нашествий сельджуков, оно было разделено между семьями Прошянов и Орбелянов.

## История
Впервые человек поселился в Сюнике тысячи лет назад. Свидетельством тому являются археологические раскопки, проведенные в Караунже (Сисианскиц район), Хндзореске (Горисская район), Лчашене (Севанский район) и других селах. В конце железного века в Армянском нагорье было создано Ванское королевство, в состав которого входил Сюник. Цари Вана организовывали строительные работы на территории Сюника, устанавливали крепости, города, каналы.
С начала VI-го века до нашей эры территория Сюника стала частью недавно образованного армянского королевства Ервандуни. С 189 года до нашей эры Сюник является окраиной Арташесянского царства Великой Армении.

После утверждения у власти Аршакидов, Сюник стал организовываться как политическая единица. Он состоял из двенадцати провинций: 
- Агахецк
- Аревик
- Бахк
- Гехаркуник
- Ернджак
- Дзоре
- Цхук
- Ковсакан
- Цахук
- Хабанд
- Сотк
- Вайоц Дзор

### Основание
Провинция Сюник была сформирована в 314 году во времена правления армянского царя Трдата III Великого (287—330). В то время в Армении происходили радикальные изменения. В 301 году христианство было принято в качестве официальной государственной религии Великой Армении. В IV веке были установлены феодальные отношения. Король наделил крупными наследственными владениями наиболее влиятельные рода. Верховный класс преобразовался из полководцев-рабовладельцев в нахарары, а затем в ишханы (князья).

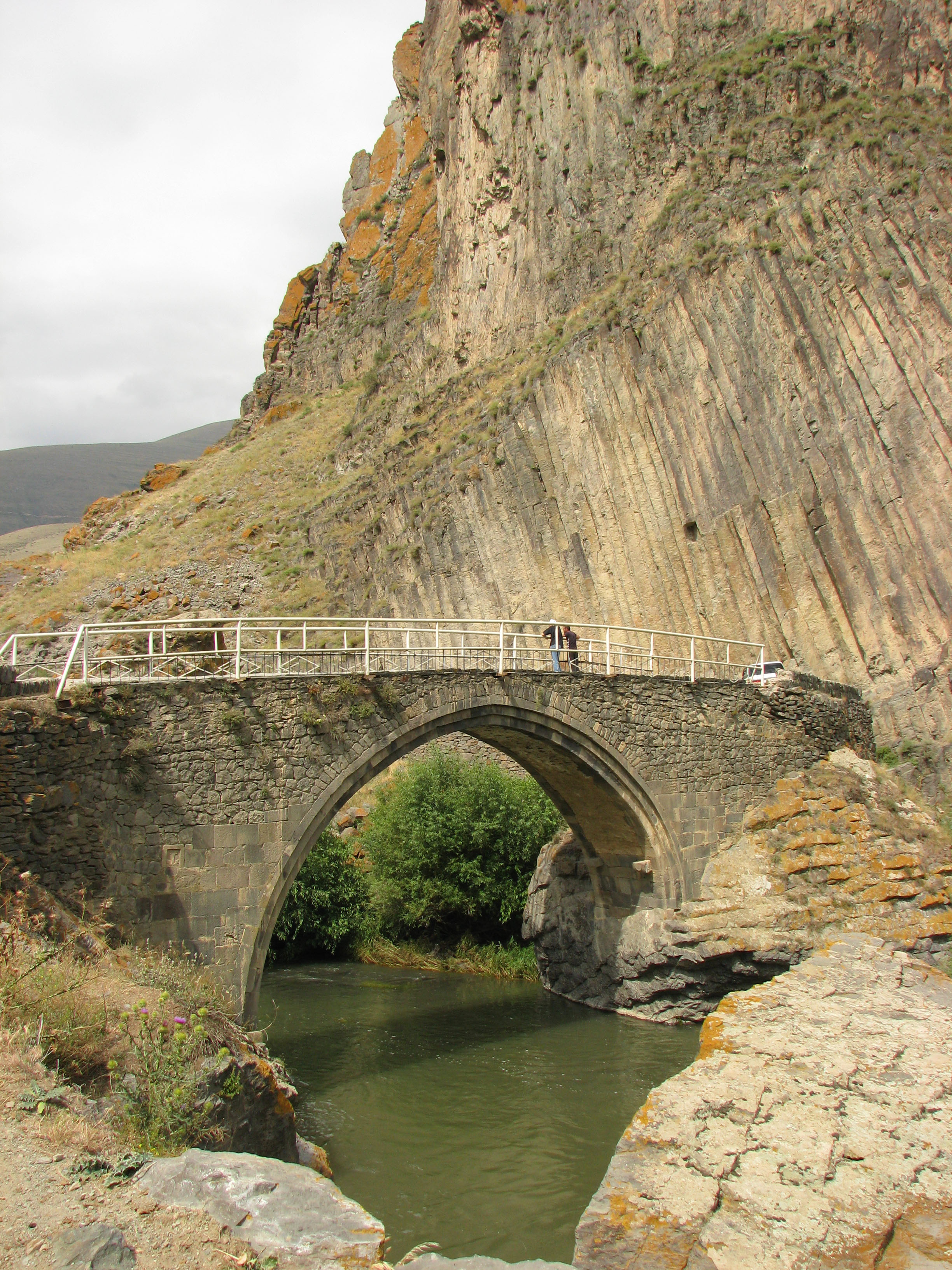
Мост через реку Шагат. Расположен недалеко от исторического города-крепости Шагат. Восходит к XIX веку.

Сюни всегда были одним из самых влиятельных родов на стороне короля. Армянский царь Вагаршак, о котором упоминает Мовсес Хоренаци, назначил представителей рода Сюни губернатором восточной провинции Великой Армении и командующим королевскими войсками. В Аршакидской военной системе, согласно «Зоранамаку», ишханы из династии Сюри были обязывались вывести на поле боя 19 400 солдат, больше чем каждый из других родов . За свое служение и отвагу ишханы получили большие награды и почести, имели привилегию сидеть на серебряном троне, носить жемчужные повязок, носить кольцо и золотое кольцо и красные туфли. Правящим центром Сюни была деревня Шагат в провинции Цхук, где была сооружена их резиденция. Выбор центра был не случаен. Здесь были две крепости, восходящих к периоду Ервандидов (VI-IV вв. до н.э.).
Первый князь Сюника, Андовк I Сюни, вместе с другими вельможами ездил в Кесарию, в Римской империи, для участия в помазании первого армянского католикоса Григория Просветителя. Его сын Вагинак I Сюни, который унаследовал трон своего отца в период правления армянского короля Хосрова III Котака (330—338). Он принял участие в походе против бдешха (правителя) Бакура, правителя мятежного региона Агдзник. Затем по приказу царя женился на дочери убитого бдешха и правил Агдзняцским бдешхством. Вагинака I Сюни (330—339) сменил его брат Андовк II Сюни. Он правил около полувека в 339—385 годах и занимал высокие посты при дворе королей Тирана II, Аршака II, Папа и Вараздата. Во время внутренней суматохи в период правления Аршака II король развелся от королевы Олимпии, которая была родственницей римского (византийского) императора, и женился на Парандзем, вдове Гнела, убитого им, и являющейся дочерью князя Андовка.
Во время правления Аршакуни было еще три князя, двое из которых были сыновьями Андовка II Сюни (Бабик I, Вагинак II), а последним был сын Бабика Васак I (413—451). Князья династия Сюни, кроме Васак I, сохранили свою верность центральной королевской власти и предоставляли войска во время войн. В 428 году Васак Сюни вместе с другими влиятельными нахарарами обратился к персидскому царю с предложением превратить всю Армению в персидскую провинцию.

### Господство захватчиков
В 428 году династия Аршакуни покинула поле истории. Окраинные провинции Великой Армении перешли соседним странам. Гугарк присоединился к Вирку, Утик и Арцах — к Агванку, Пайтакаран и Парскаайк — к Атрпатакану, Корчайку — к Сасанидской Персии. Верхняя Армения, Цопк и Ахдзник перешли в состав Византийской империи ещё с 387 г. н.э., в результате первого раздела Армении .

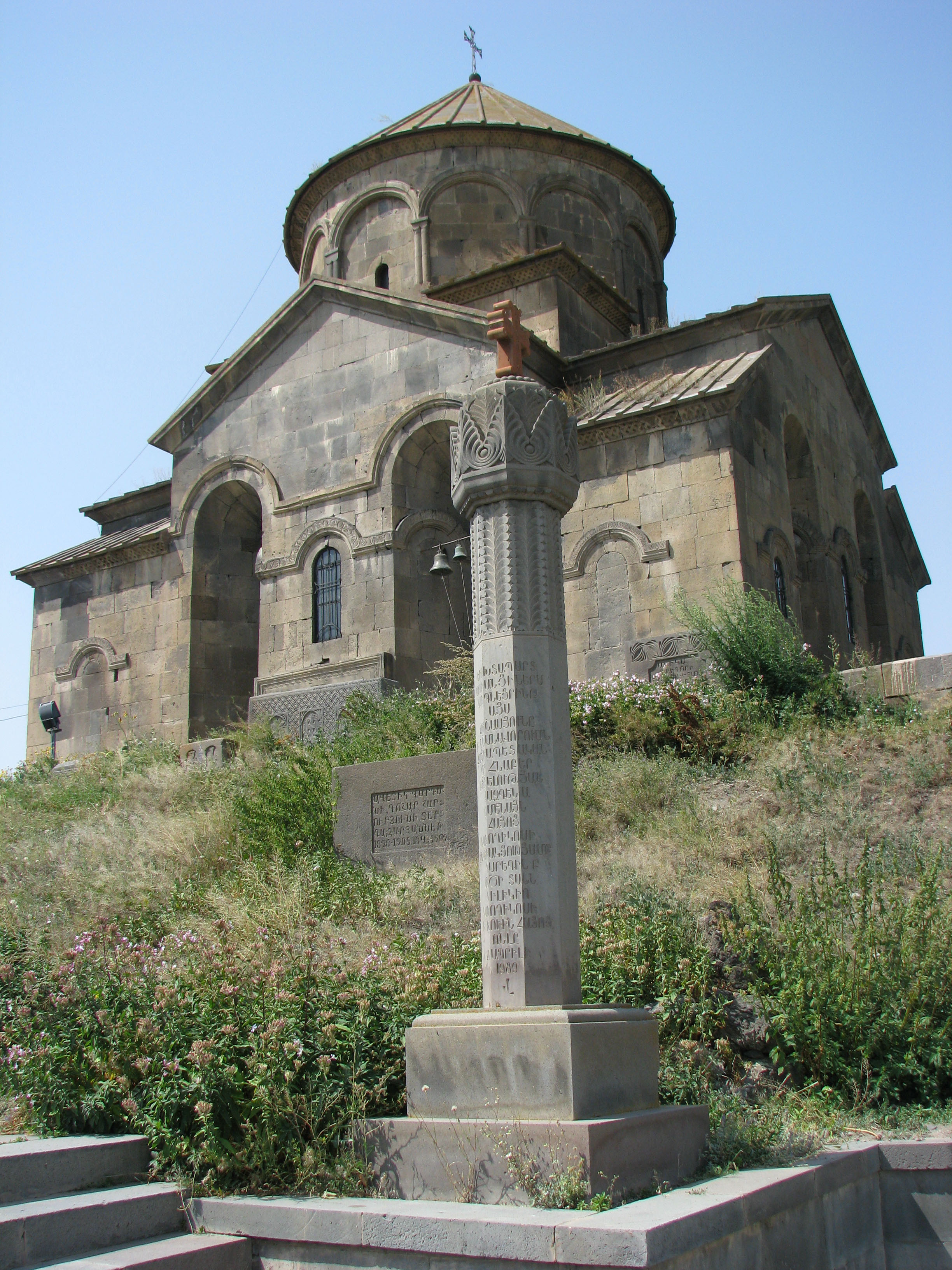
Церковь Святого Григория (VII век)

Княжество Сюника становится пограничной провинцией в рамках марзпанства Армении. Княжество имеет центробежные устремления и проводит независимую политику. Во время правления Васака I Сюни (413—451) политическая роль Сюника возросла. Среди нахараров конкуренция усиливается между династиями Сюни и Мамиконянов. Персы не доверяли последним, династия которых десятилетиями занимала должность спарапета. В 442 году Васак стал марзпаном Армении. Ему поручена защита северной границы Сасанидской Персии и Каспийских ворот (Дербенд).
После войны Вардананц в 450—451 гг. марзпаном Армении был назначен другой персидский чиновник, а в результате войны Вахананц в 481—484 гг. представитель династии Мамиконянов занимял должность губернатора. Гидеон Сюни, продолжавший проводить про-персидскую политику, был убит во время восстания.

Границы первого и второго раздела Армении между Персией и Римской Империей (Византией).

В 571 году армянские нахарары восстали против персидского владычества. С восстанием красного Вардана началась 20-летняя война между Персией и Византией (572—591). В результате произошел второй раздел Армении между Персией и Византией. Изменение границы было сделано в пользу Византии, а Сюник присоединился к Атрпатакану как отдельный регион. Таким образом, в марзпанство Армения входят Васпуракан и Туруберан, а также некоторые регионы Айрарата . В 610 году, когда персидский царь Хосров II Парвез захватил Иерусалим и взял с собой крест Иисуса Христа, который хранился в храме Святого Воскресения, император Византии Ираклий I вторгся в Иран и вернул крест обратно. Помощь императору показал и глава греческой части армянского войска Мжеж Гнуни,а также принцесса Сюникская Бюрех.
Во время арабских вторжений власти Сюника сражались против врага. В результате Армения получает некоторую автономию. В Сюнике строится несколько зданий, из которых наиболее примечательная — церковь Сурб Григор в поселке Сисаван (Сисиан). Позднее, в 701 г. н.э., Армения, Грузия и Агванк присоединяются к политическому образованию под властью арабов под названием Армянский эмират. Влияние династии Сюни сильно слабеет.

### Усиление
В VIII веке во времена правления ишхана Мушега Мамиконяна (748—753) политическая ситуация в Армении усложнилась. Воспользовавшись династической переменой в халифате, армяне решились начать восстание. Мушег Мамиконян оставил свою должность, Саак Багратуни (753—775) был признан ишханом (князем), а командующим был признан Смбат Багратуни. Следующая освободительная война против арабского владычества произошла в 774—775 годах и закончилась поражением. Ряд нахарарских родов из династий Мамиконянов, Камсараканоа, Аматуни, Гнуни, Рштуни и других эмигрировали в Византию.

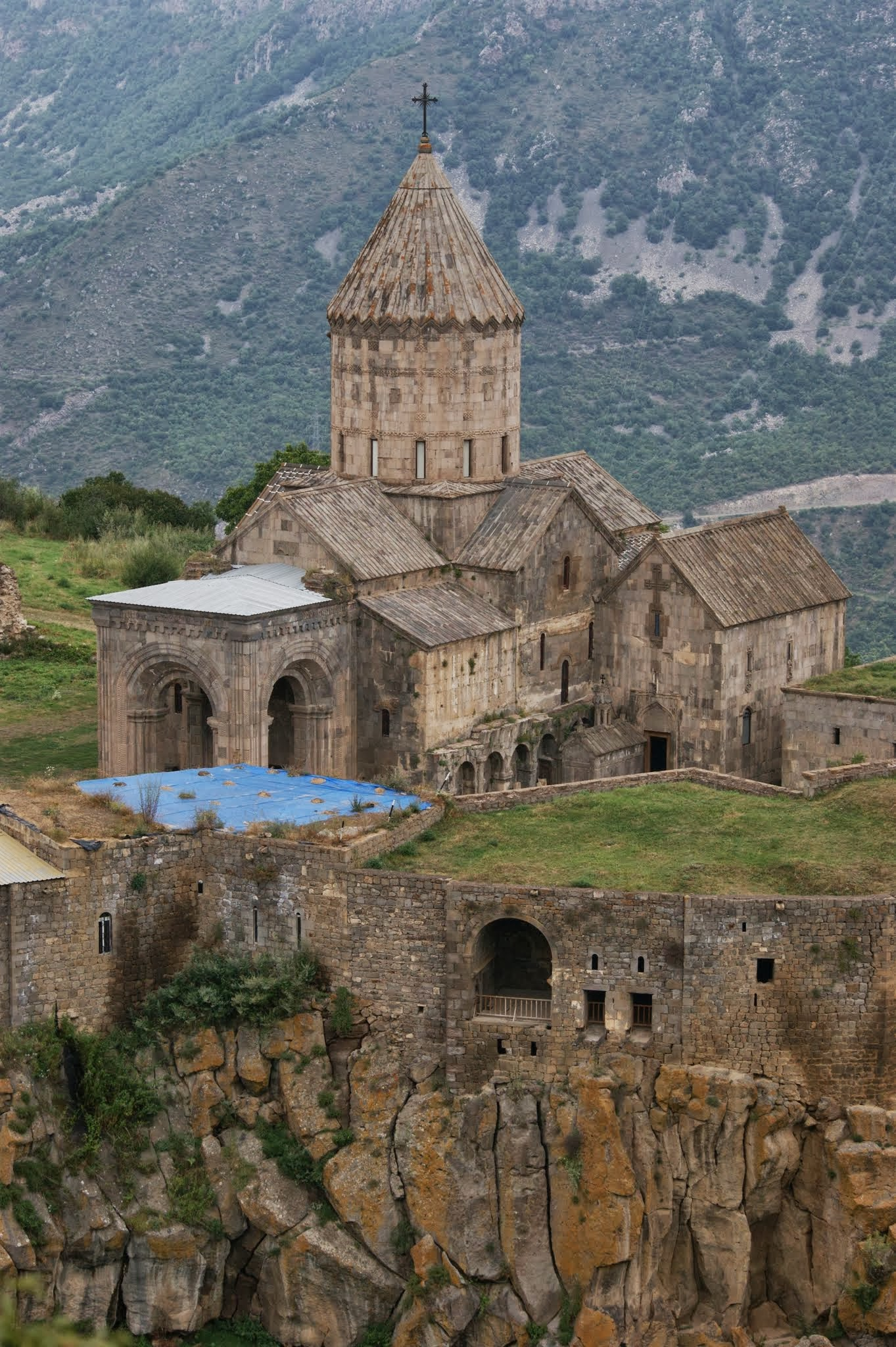
Монастырь Татев (X век)

Новое усиление в Армении переживали династии Багратидов, Арцруни и Сюни. Багратуни остались с большинством владений нахарарских династий, эмигрировавших из Армении: Мокс, Тарон, Сасун, Аршаруник, Ширак, Ашоцк, Ташир, Тайк, Кхарджк и т.д. Они сделали высшие посты армянского нахарства и спарапетов сделали наследственными, чтобы контролировать политическую и военную жизнь страны. Грузинская ветвь Багратуни, а также правители Сюника и Васпуракана получили звание «тронный принц». У них были эти должности до становления королями.
В 821 году земли правителя Васака III Сюни (780—821) были атакованы арабами. Лидер хурамского движения Бабек атакует провинции Багк и Гегаркуник в Сюнике. После смерти Васака династия Сюни раскололась на 5 частей. Князь Саак II из Гегаркуника, основавший династию Айказуни, погиб во время сражения.  Дочь прогрессивного политического деятеля Ашота Багратуни, Мария, вышла замуж за ишхана Васака Габура с целью усиления влияния в регионе озера Севан.
В 850 году халиф Багдада, недовольный политическим усилением Армении, направил войска в Армению. Во время восстания 850—855 гг. арабы напали также и на княжество Сюник. Весной 853 года вражеские отряды во главе с генералом Бугой атаковали Вайоц Дзор, захватили Васака Ишханика и Ашота, отправили их в Двин, а затем в Самарру (близ Багдада). После окончания восстания они возвращаются, князь Васак наследует владения Васака Габура — Гегаркуник. В 875 году на собрании, организованном католикосом Георгием II Гарнеци и Григором Супаном II принимается решение предложить халифу признать Ашота Багратуни армянским царем.
Постепенно сближаясь с Багратуни, князья Сюни стремились расширить свои владения. Пытаясь захватить торговый город Нахчаван на берегу реки Аракс, представители династии Сюни вошли в конфликт с династией Арцруни. Король Смбат I (890—914) разрешает спор в пользу Сюни. Вследствие этого Гагик Арцруни запрашивает помощь у амира Атрапатакана Юсуфа, который признаёт его царем. Князья Сюни также встают на сторону врага. Длительная война заканчивается победой армянского царя Ашота II Железного.
В то же время усиливается епископский престол Сюника. В 910 году был освящён монастырь Татев, который впоследствии сыграл важную роль в культурной, политической и экономической жизни Сюника в средневековье и новое время. Влияние династия Сюни растет, и в 987 княжество реорганизуется в Сюникское царство. Последний ишхан Сюника князь Смбат Сюни становится первым королем Сюника.

## Список ишханов Сюника

### Князья Сюника
- 314 — Андовик I (Антиокос)
- 330/339 — Вагинак I, сын Андовика I
- 339—384/385 — Андовк Сюни брат Вагинака I,Спарапет
- 385—404 — Бабик I, сын Андовка I
- 404—413 — Вагинак II, сын Андовка II
- 412—451 — Васак Сюни, сын Бабика II, армянский марзпан (442—451)
- 451—475 — Ваан I, сын Вагинака II
- 475—490 — Бабик II или Бабкен I,сын Васака I
- 475—483 — Гедеон,сын Ваана, Ишхан
- 483—490 — Вран (Ваграм), сын Гедеога, Ишхан
- 491—502 — Васак II, сын Врама
- 502—511 — Арташир I, сын Васака
- 514—524 — Бабкен II, сын Арташира
- 535—553 — Хорман II, сын Бабкена
- 553—554 — Вруйр, сын Хорвана
- 554—564 — Григор I, сын Вруйра
- 564—587 — Арташир II, сын Григора
- 590—591 — Пиран I, сын Арташира II
- 593—595 — Саркис I, сын Пирана
- 598—608 — Саак I, Сын Саркиса
- 621—636 — Григор I, сын Саака
- 636—652 — Храхат I, сын Григора II
- 652—679 — Хорхат II, сын Храхата
- 680—698 — Курд I, сын Хорхата II
- 729—741 — Бабкен III, сын Курда I
- 750 — Курд II, сын Бабкенa III
- 750—780 — Атрнерсен
- 780—821 — Васак III, сын Курда II
- 821—848 — Пилипе I, сын Васака III
- 848—851 — Бабкен IV Нерсех, сын Пилипе I
- 851—892 — Васак V Ишханик, сын Пилипе I
- 853 — Григор, Ишхан
- 881 — Храхат, Ишхан
- 892—908 — Ашот I, сын Пилипе, ишхан
- 892—943 — Пилипе II, сын Васака II, ишхан
- 909—940 — Смбат I, сын Ашота I, ишхан
- ? — Бабкен V, сын Ашота, ишхан
- 920—963 — Васак V, сын Смбата, ишхан

### Князья Гегаркуника
- 821—831 — Саак II, сын Васака IV
- 831—851 — Григор Супан I, сын Саак II
- 851—859 — Васак Габур, сын Васака IV
- 859—912 — Григор Супан IV, сын Васака IV
- 912—914 — Саак III, сын Васака IV
- 914—920 — Васак V, сын Васака IV

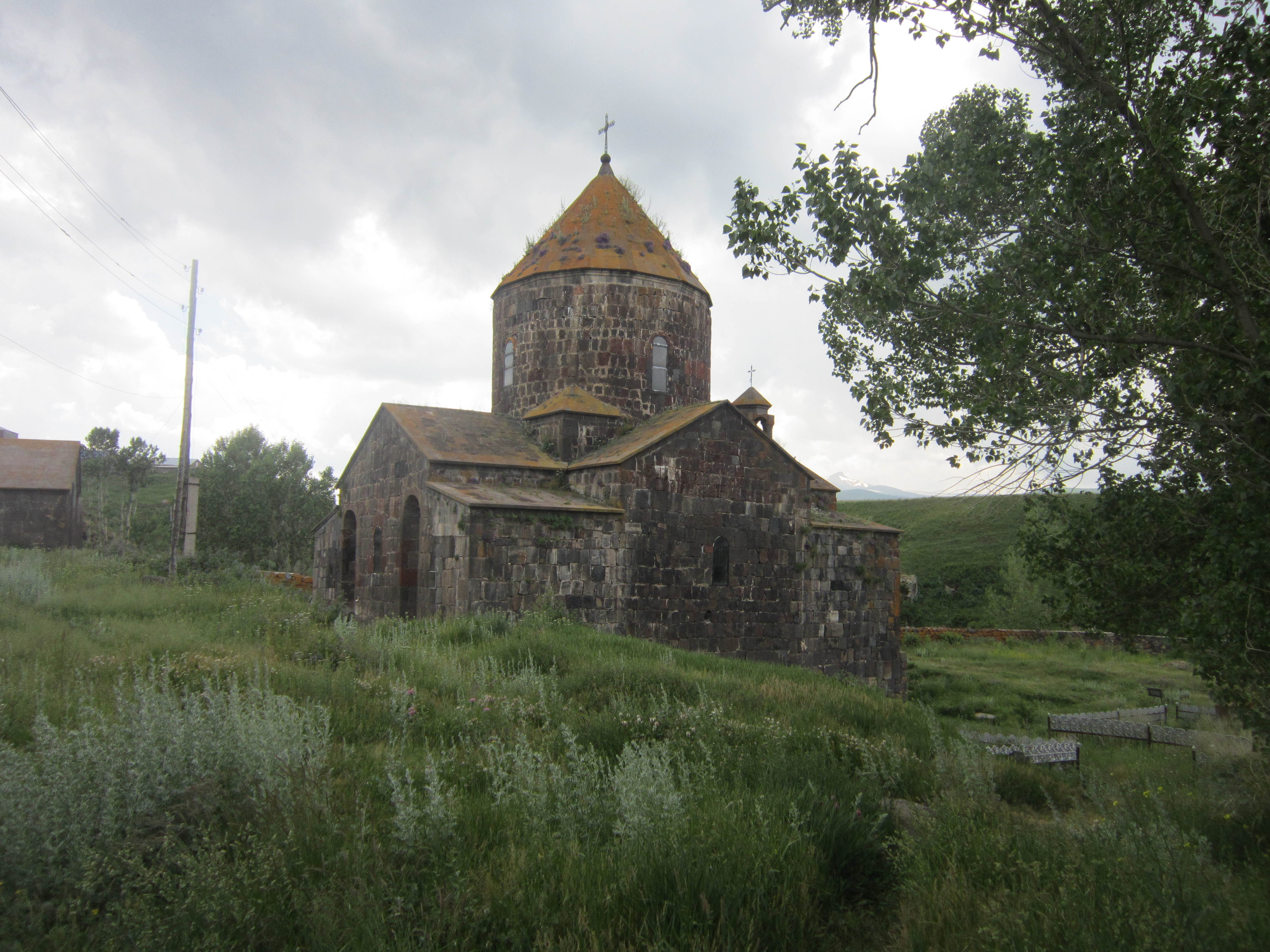
Монастырь Макеняц
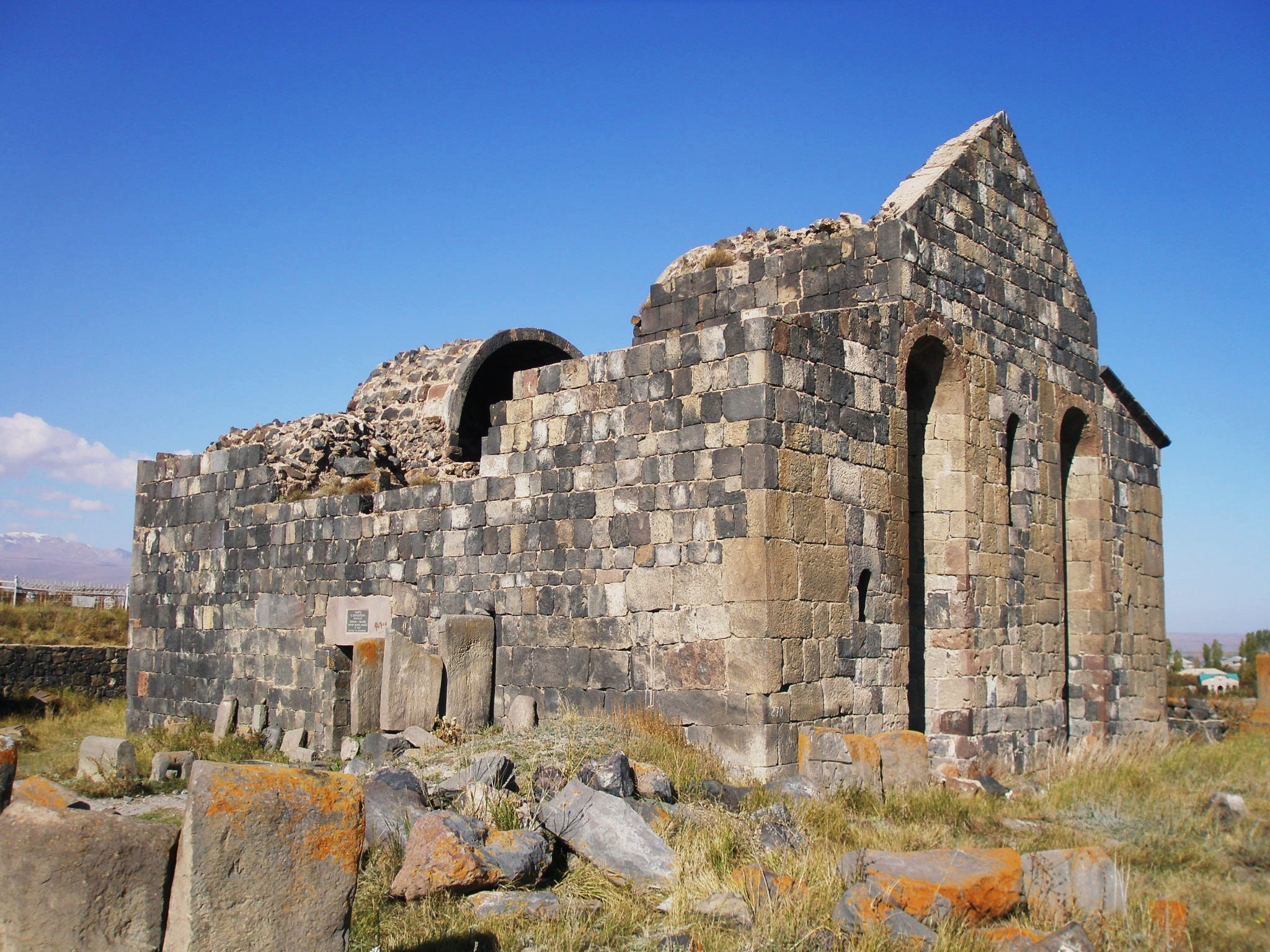
Монастырь Котаванк
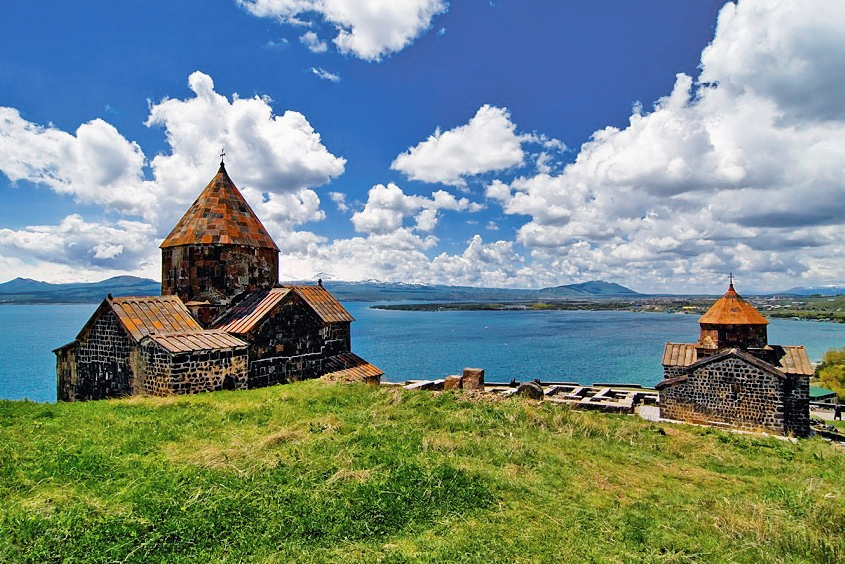
Монастырь Севанаванк
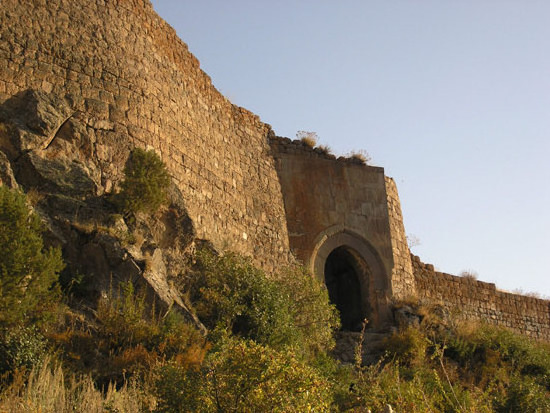
Крепость Смбатаберд
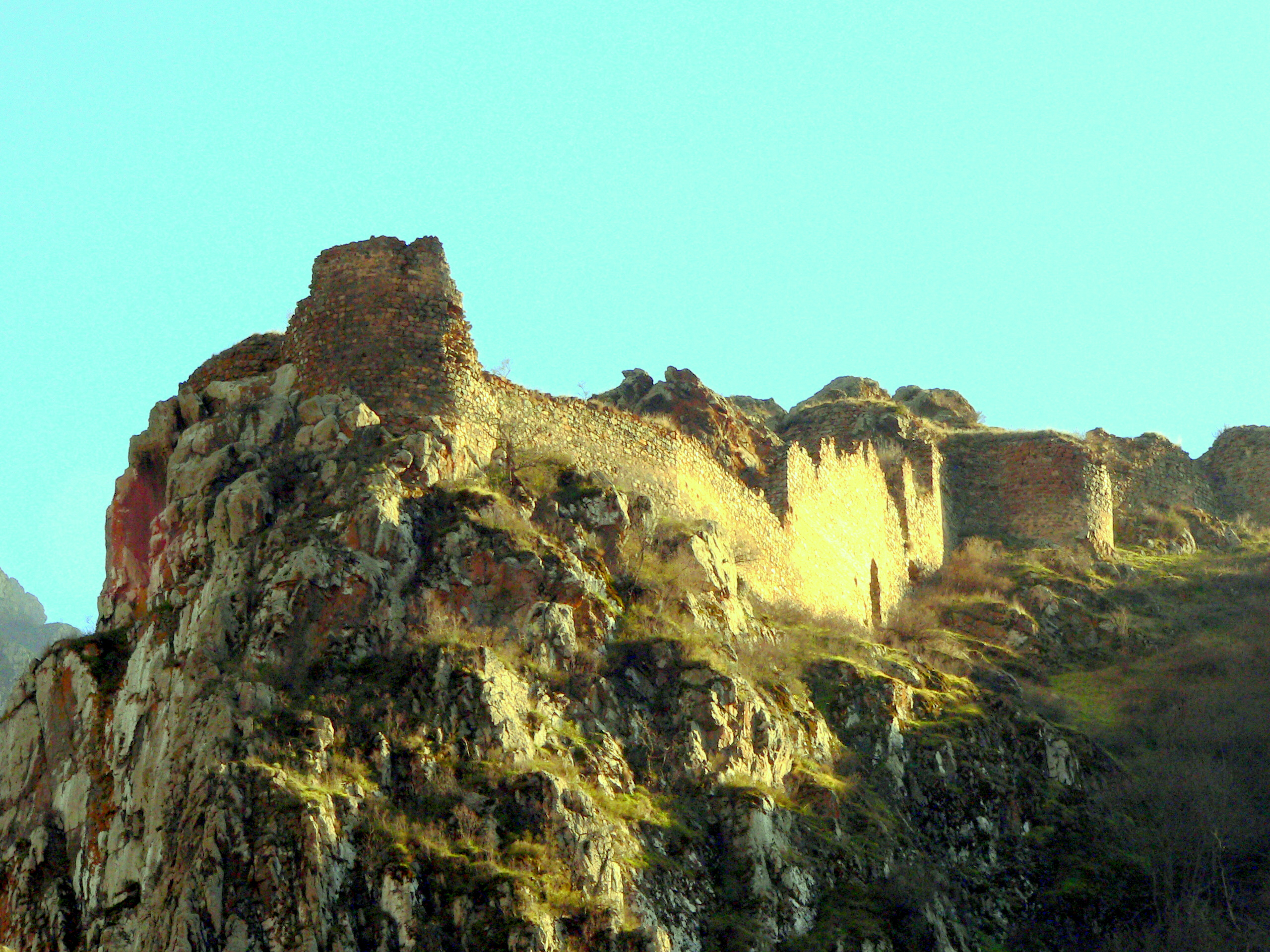
Крепость Багаберд
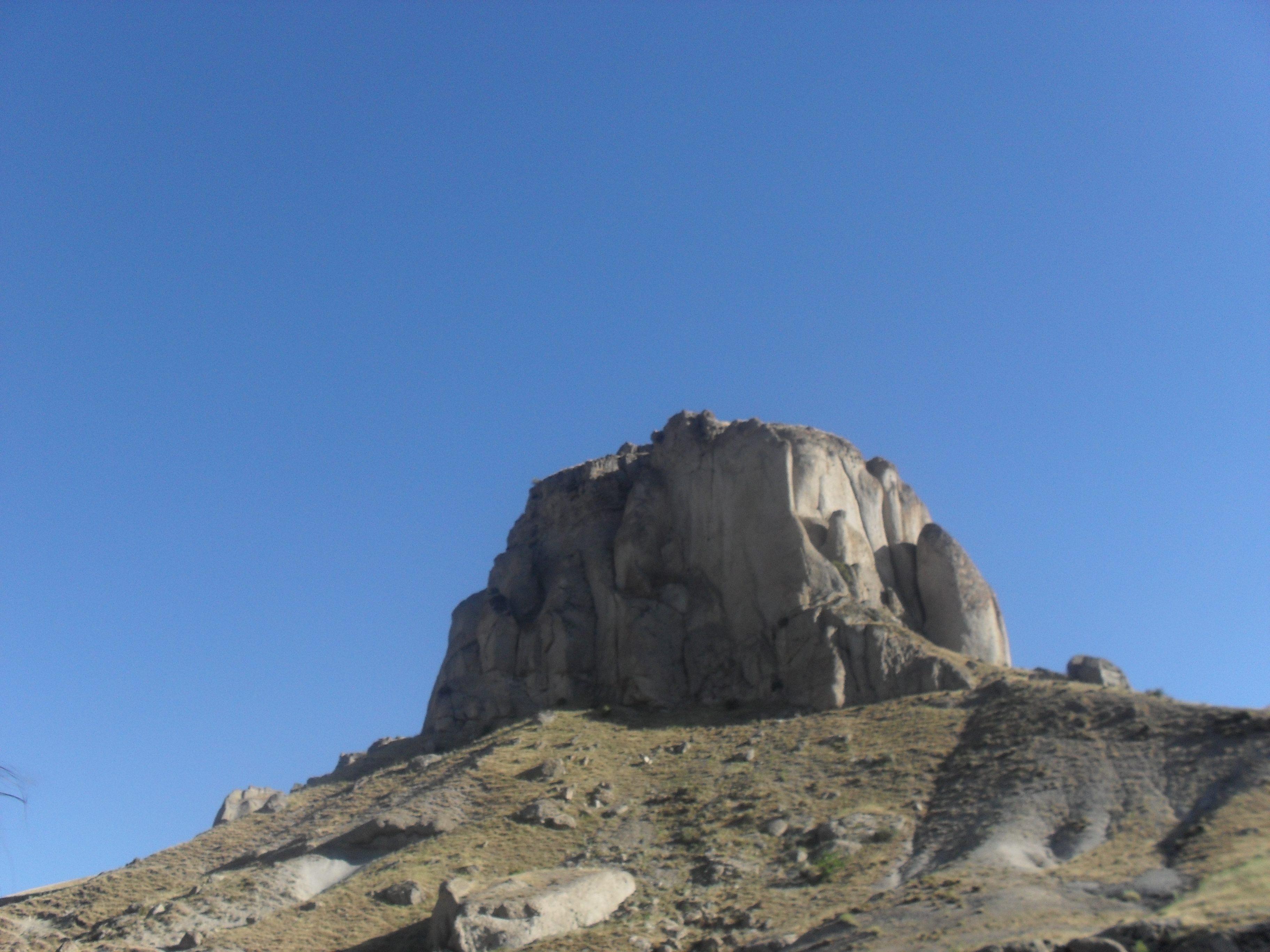
Крепость Шахпонд